# Now What?
Now What es el primer episodio de la séptima temporada de House. Fue estrenado el 26 de octubre de 2010 en Estados Unidos.
En este episodio se muestra cómo llevan la relación House y Cuddy, centrándose en la relación y no en el caso médico.

## Primera parte
Caso médico: el Dr. Richardson, neurólogo, enferma y deben cerrar ER debido a que no hay más neurólogos a causa de las demandas. House pide ayuda al Dr. Chase, quien hace lo posible para curar al Dr. Richardson y evitar el cierre temporal de ER.
House evita a Wilson, quien va a su casa en un intento fallido de lograr hablar con él. Luego Wilson irrumpe en su casa preocupado; House le dice que está con Cuddy, quien anteriormente reclamó a House por ocultar la relación. Cuddy se ha escondido pensando que House aún no estaba listo para una relación formal. Cuddy le pregunta a House porque cuando no le dijo que la amaba cuando ella se lo dijo.
Trece advierte que pronto se irá y Foreman junto a Taub y Chase realizan una reunión a la cual 13 no asistió.

## Segunda parte
Caso médico: el Dr. Richardson tenía una intoxicación por huevos de sapo que consumió en una feria de comida.
House le dice a Cuddy que la relación no funcionará porque en el fondo ella espera que cambie, pero no lo hará, así que saldrá lastimada y se irá. Cuddy le dice que es el mejor hombre que ha conocido y que no quiere que cambie, y cuando está por irse, House le dice: "Te amo", por lo que ambos terminan felices y Cuddy se va de la casa de House, formalizando su relación.
- Datos: Q7065856